# Telford
Telford ist eine Planstadt in der Verwaltungseinheit Telford and Wrekin in den West Midlands mit 185.600 Einwohnern (Stand: 2021).

## Geschichte
Telford entstand auf dem Reißbrett und wurde in den 1960er und 1970er Jahren gebaut. Dabei wurden bestehende Orte wie Dawley, Oakengates, Wellington und Madeley einbezogen. Der Name beehrt Thomas Telford, einen frühen modernen Bauingenieur des Straßen- und Brückenbaus.
Im März 2018 wurde nach einer 18-monatigen Recherche durch den Sunday Mirror der Missbrauchsskandal von Telford publik.

## Sport
Der heimische Fußballclub ist der AFC Telford United, der sich 2004 als Nachfolger des insolventen Telford United F. C. gründete.
Im Telford International Centre wurden als wichtige Ranglistenturniere im Snooker 2000 der Grand Prix, 2002 die British Open und von 2007 bis 2010 die UK Championship ausgetragen. Nach einer längeren Pause ist es seit 2024 Austragungsort der Players Championship (Stand 2025).

## Infrastruktur

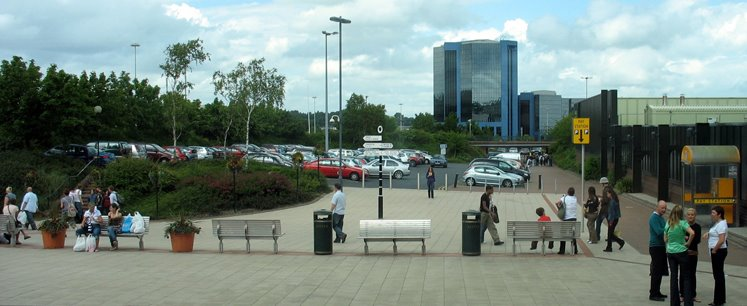
Stadtzentrum, Telford Plaza im Hintergrund

Zu Telford gehört auch die Ironbridge Gorge, das Tal des Severn bei Ironbridge, ein Welterbe. Der Fluss Severn in diesem Tal wird von der 1779 gebauten Iron Bridge – der weltweit ersten Eisenbrücke – überspannt.
Telford ist über den M54 motorway an das britische Autobahnnetz angeschlossen.
Am Stadtrand hat Cobra Seats, ein Hersteller von Autositzen und Motorsport-Zubehör, seinen Hauptsitz.

## Persönlichkeiten
- Lewis Allen (1905–2000), Filmregisseur
- Percy Mansell (1920–1995), Cricketspieler
- Stephen Jones (* 1962), Musiker und Buchautor
- Adrian Gunnell (* 1972), Snookerspieler
- Elliott Bennett (* 1988), Fußballspieler
- Jessica Pugh (* 1997), Badmintonspielerin